# Division II i fotboll 1936/1937
Division II i fotboll 1936/1937 var 1936/1937 års säsong av Division II som bestod av fyra serier, med 10 lag i varje serie. Det var då Sveriges näst högsta division. Varje serievinnare gick till kvalspel för att flyttas upp till Allsvenskan och de två sämsta degraderades till Division III. Det gavs 2 poäng för vinst, 1 poäng för oavgjort och 0 poäng för förlust.

## Serier

### Norra
| Nr | Lag                 | S  | V  | O | F  | GM | IM | MS  | P  |
| -- | ------------------- | -- | -- | - | -- | -- | -- | --- | -- |
| 1  | IK Brage            | 18 | 16 | 1 | 1  | 70 | 21 | +49 | 33 |
| 2  | Ljusne AIK          | 18 | 8  | 5 | 5  | 28 | 20 | +8  | 21 |
| 3  | Gefle IF            | 18 | 8  | 5 | 5  | 35 | 31 | +4  | 21 |
| 4  | IFK Västerås        | 18 | 7  | 6 | 5  | 41 | 36 | +5  | 20 |
| 5  | Hallstahammars SK   | 18 | 8  | 3 | 7  | 42 | 29 | +13 | 19 |
| 6  | IFK Grängesberg (U) | 18 | 7  | 4 | 7  | 39 | 37 | +2  | 18 |
| 7  | Surahammars IF      | 18 | 6  | 6 | 6  | 35 | 34 | +1  | 18 |
| 8  | Bollnäs GoIF        | 18 | 5  | 7 | 6  | 25 | 28 | −3  | 17 |
| 9  | IF Rune (U)         | 18 | 2  | 3 | 13 | 26 | 62 | −36 | 7  |
| 10 | Fagersta AIK        | 18 | 2  | 2 | 14 | 22 | 65 | −43 | 6  |

IK Brage gick vidare till kvalspel till Allsvenskan och IF Rune och Fagersta AIK flyttades ner till division III. De ersattes av Djurgårdens IF från Allsvenskan och från division III kom Skutskärs IF och Sundbybergs IK.

### Östra
| Nr | Lag                 | S  | V | O | F  | GM | IM | MS  | P  |
| -- | ------------------- | -- | - | - | -- | -- | -- | --- | -- |
| 1  | Hammarby IF         | 18 | 9 | 7 | 2  | 33 | 21 | +12 | 25 |
| 2  | IK Tord (U)         | 18 | 8 | 5 | 5  | 42 | 33 | +9  | 21 |
| 3  | BK Derby            | 18 | 7 | 6 | 5  | 37 | 23 | +14 | 20 |
| 4  | Skärblacka IF       | 18 | 8 | 4 | 6  | 36 | 31 | +5  | 20 |
| 5  | Reymersholms IK (U) | 18 | 9 | 2 | 7  | 39 | 35 | +4  | 20 |
| 6  | IFK Eskilstuna (N)  | 18 | 7 | 3 | 8  | 46 | 33 | +13 | 17 |
| 7  | Värtans IK          | 18 | 6 | 5 | 7  | 20 | 24 | −4  | 17 |
| 8  | Mjölby AIF          | 18 | 6 | 4 | 8  | 32 | 40 | −8  | 16 |
| 9  | Husqvarna IF        | 18 | 4 | 5 | 9  | 25 | 42 | −17 | 13 |
| 10 | Årsta SK            | 18 | 3 | 5 | 10 | 21 | 49 | −28 | 11 |

Hammarby IF gick vidare till kvalspel till Allsvenskan och Husqvarna IF och Årsta SK flyttades ner till division III. De ersattes av IFK Norrköping från Allsvenskan och från division III kom Katrineholms AIK och Motala AIF.

### Västra
| Nr | Lag               | S  | V  | O | F  | GM | IM | MS  | P  |
| -- | ----------------- | -- | -- | - | -- | -- | -- | --- | -- |
| 1  | Degerfors IF      | 18 | 14 | 2 | 2  | 62 | 29 | +33 | 30 |
| 2  | Karlskoga IF      | 18 | 12 | 2 | 4  | 46 | 20 | +26 | 26 |
| 3  | Alingsås IF       | 18 | 7  | 5 | 6  | 37 | 28 | +9  | 19 |
| 4  | Billingsfors IK   | 18 | 8  | 2 | 8  | 35 | 30 | +5  | 18 |
| 5  | Tidaholms GIF (U) | 18 | 6  | 5 | 7  | 27 | 32 | −5  | 17 |
| 6  | Jonsereds IF      | 18 | 5  | 7 | 6  | 27 | 34 | −7  | 17 |
| 7  | Karlstads BIK (U) | 18 | 6  | 3 | 9  | 26 | 34 | −8  | 15 |
| 8  | Fässbergs IF      | 18 | 6  | 2 | 10 | 29 | 39 | −10 | 14 |
| 9  | IFK Örebro        | 18 | 5  | 2 | 11 | 25 | 47 | −22 | 12 |
| 10 | IFK Kristinehamn  | 18 | 5  | 2 | 11 | 20 | 41 | −21 | 12 |

Degerfors IF gick vidare till kvalspel till Allsvenskan och IFK Örebro och IFK Kristinehamn flyttades ner till division III. Från division III kom Arvika BK.

### Södra
| Nr | Lag              | S  | V  | O | F  | GM | IM | MS  | P  |
| -- | ---------------- | -- | -- | - | -- | -- | -- | --- | -- |
| 1  | Hälsingborgs IF  | 18 | 12 | 4 | 2  | 52 | 16 | +36 | 28 |
| 2  | Halmstads BK (N) | 18 | 11 | 4 | 3  | 46 | 14 | +32 | 26 |
| 3  | Höganäs BK       | 18 | 10 | 4 | 4  | 40 | 29 | +11 | 24 |
| 4  | Malmö BI         | 18 | 9  | 3 | 6  | 40 | 32 | +8  | 21 |
| 5  | BK Landora (U)   | 18 | 7  | 4 | 7  | 30 | 29 | +1  | 18 |
| 6  | IFK Kristianstad | 18 | 8  | 2 | 8  | 48 | 48 | 0   | 18 |
| 7  | IFK Hälsingborg  | 18 | 7  | 2 | 9  | 35 | 35 | 0   | 16 |
| 8  | IS Halmia        | 18 | 6  | 2 | 10 | 27 | 36 | −9  | 14 |
| 9  | Ängelholms IF    | 18 | 5  | 3 | 10 | 27 | 52 | −25 | 13 |
| 10 | Växjö BK (U)     | 18 | 1  | 0 | 17 | 16 | 70 | −54 | 2  |

Hälsingborgs IF gick vidare till kvalspel till Allsvenskan och Ängelholms IF och Växjö BK flyttades ner till division III. Från division III kom Varbergs BoIS, IFK Trelleborg och IFK Värnamo.

## Kvalspel till Allsvenskan
| Lag 1        | Totalt | Lag 2           | Möte 1 | Möte 2 |
| IK Brage     | 7–2    | Hammarby IF     | 2–0    | 5–2    |
| Degerfors IF | 2–7    | Hälsingborgs IF | 1–3    | 1–4    |

IK Brage och Hälsingborgs IF till Allsvenskan 1937/38 och ersattes av Djurgårdens IF och IFK Norrköping. Hammarby IF och Degerfors IF fick fortsätta spela i division 2.